# Amazophrynella javierbustamantei
Amazophrynella javierbustamantei es una especie de anfibio anuro de la familia Bufonidae.

## Distribución geográfica
Esta especie es endémica de Perú. Se encuentra en las regiones de Madre de Dios, Cuzco y Junín, entre los 215 y 708 metros sobre el nivel del mar.

## Descripción
Los machos miden de 12 a 16 mm y las hembras de 16 a 22 mm.

## Etimología
Esta especie lleva el nombre en honor a Javier Bustamante.

## Publicación original
- Rojas-Zamora, Chaparro, Carvalho, Ávila, Farias, Hrbek & Gordo, 2016: Uncovering the diversity in the Amazophrynellaminuta complex: integrative taxonomy reveals a new species of Amazophrynella (Anura, Bufonidae) from southern Peru. ZooKeys, n.º 563, p. 43–71[3]